# (8114) Lafcadio
(8114) Lafcadio (1996 HZ1) – planetoida z pasa głównego asteroid okrążająca Słońce w ciągu 3,64 lat w średniej odległości 2,37 au. Odkryta 24 kwietnia 1996 roku.